# Григорян, Арам Владимирович
Ара́м Влади́мирович Григоря́н (30 июня 1957, Ереван — 1 февраля 2020, Калифорния) — советский, российский скульптор, академик Российской академии художеств (2012).

## Биография
Арам Григорян родился 30 июня 1957 года в Ереване. В 1985 году окончил Московский художественный институт им. В. И. Сурикова (мастерская народного художника СССР Л. Е. Кербеля).
С 1985 года жил и работал в Новосибирске. В 1986—2013 годы преподавал в Новосибирском государственном педагогическом университете, профессор (с 2000) кафедры скульптуры и рисунка. С 2012 года — академик Российской академии художеств (по отделению Урал, Сибирь и Дальний Восток).
Член Союза художников СССР (с 1989), Творческого союза художников России. С 1992 года возглавлял Новосибирский Союз художников России.
Умер 1 февраля 2020 года в Калифорнии, не дождавшись операции по пересадке печени.

### Семья
Жена Елена, дочь Амалия, сын Владимир. Семья живёт в г. Новосибирске, Россия.

## Творчество
Основные произведения:
скульптурные композиции
«Любовь и Верность», г. Чита (https://www.chita.ru/articles/31343/ Архивная копия от 22 июня 2020 на Wayback Machine)
- «Моя Сибирь»
- «Основатели города Новосибирска»
- «Чтобы не было войны!»

памятники
- в честь 2000-летия Рождества Христова (Новосибирск),
- архитектору А. Д. Крячкову (Новосибирск)
- надгробный памятник вору в законе Аслану Усояну (Москва, Хованское кладбище)

портреты
- Шри Ауробиндо Гхоша, индийского поэта и философа
- Эдуарда Дробицкого, академика РАХ
- Клинта Иствуда
- Родни Дэнджерфилда, американского комика и актёра,
- дочери Амали.

Произведения А. В. Григоряна хранятся в музеях России, Греции, Германии, Еревана, Лос-Анджелеса, Праги.

## Награды
- Серебряная медаль Российской академии художеств (2003)
- Золотая медаль Творческого союза художников России (2005)[1].

## Комментарии
1. ↑  В ряде источников[3][4] указывается дата смерти 2 февраля — по новосибирскому времени.